# Can Jordà (masia de Santa Susanna)
Can Jordà és una masia al vessant sud del turó homònim al terme de Santa Susanna (al Maresme) protegida com a bé cultural d'interès local. Masia de dos pisos i coberta a dues vessants amb una ampla façana paral·lela al carener. Portal adovellat d'arc rebaixat i finestres amb llinda de pedra. A un costat queden restes de l'antic rellotge de sol. A la part posterior de la masia hi ha una torre de planta quadrada, amb teulada a una vessant i amb una finestra geminada.